# Beli Potok (Sokobanja)
Beli Potok (em cirílico: Бели Поток) é uma vila da Sérvia localizada no município de Sokobanja, pertencente ao distrito de Zaječar, na região de Banja. A sua população era de 199 habitantes segundo o censo de 2011.

## Demografia
| 1948 | 1953 | 1961 | 1971 | 1981 | 1991 | 2002 | 2011 |
| ---- | ---- | ---- | ---- | ---- | ---- | ---- | ---- |
| 359  | 367  | 359  | 343  | 339  | 310  | 238  | 199  |